# شورای اسلامی شهر جهرم
شورای اسلامی شهر جهرم، شورایی مرکب از ۷ نفر است که توسط شهروندان جهرم برای تصمیم‌گیری در خصوص امور مربوط به شهرداری جهرم انتخاب می‌شوند. مهم‌ترین وظایف آن نیز شامل انتخاب شهردار، برکناری شهردار، نظارت بر عملکرد شهرداری، تصویب بودجهٔ شهرداری و سازمان‌های وابسته به آن، تصویب آیین‌نامه‌ها و انجام امور نظارتی جهت بهبود کیفیت زندگی شهروندان است.
رئیس کنونی این شورا حسام‌الدین غضنفری و نایب رئیس آن امین شاکری است. مصطفی سامانی نیز سخنگوی این شورا است. اعضای کنونی این شورا در انتخابات ششمین دورهٔ شوراهای اسلامی شهر و روستا در سال ۱۴۰۰ انتخاب شدند.

## اعضای شورا

### دوره ششم
اعضای کنونی این شورا در دوره ششم علی‌اکبر دهقانیان دنیانی، امین شاکری، عبدالجواد رحمانیان، مجتبی رحمانیان، حسام‌الدین غضنفری جهرمی، مصطفی سامانی و ناهید تدین حنائی هستند. داوود اوسط جهرمی عضو پیشین شورا بود که با انتخاب او به عنوان شهردار جهرم در ۱۹ اسفند ۱۴۰۲، ناهید تدین حنائی نفر نخست علی‌البدل دوره ششم شورا وارد شورای شهر جهرم شد.
| ردیف | نام و نام خانوادگی       | نوع حضور                            | تعداد رای |
| ---- | ------------------------ | ----------------------------------- | --------- |
| ۱    | داود اوسط جهرمی          | اصلی - کناره‌گیری به دلیل شهردار شدن | ۱۰۲۵۵     |
| ۲    | علی‌اکبر دهقانیان دنیانی  | اصلی                                | ۶۷۰۸      |
| ۳    | امین شاکری               | اصلی                                | ۶۳۹۹      |
| ۴    | عبدالجواد رحمانیان       | اصلی                                | ۵۵۱۵      |
| ۵    | مجتبی رحمانیان           | اصلی                                | ۵۴۳۷      |
| ۶    | حسام‌الدین غضنفری جهرمی   | اصلی                                | ۴۹۸۶      |
| ۷    | مصطفی سامانی             | اصلی                                | ۴۵۶۶      |
| ۸    | ناهید تدین حنائی         | اصلی (در ابتدا علی‌البدل)            | ۳۷۹۹      |
| ۹    | عبدالرضا رحمانیان کوشککی | علی‌البدل                            | ۳۴۹۵      |
| ۱۰   | سیدابوالفضل بوستانی      | علی‌البدل                            | ۳۳۸۸      |
| ۱۱   | اسمعیل نیک‌فر             | علی‌البدل                            | ۳۳۶۴      |
| ۱۲   | حبیب رحیم‌خانلی           | علی‌البدل                            | ۳۲۹۱      |

### دوره پنجم
اعضای این دوره به شرح زیر هستند.
| ردیف | نام و نام خانوادگی | نوع حضور | تعداد رای |
| ---- | ------------------ | -------- | --------- |
| ۱    | محمدامین رحمانیان  | اصلی     | ۱۰۱۹۲     |
| ۲    | مسیح‌الله شاکری     | اصلی     | ۹۴۹۹      |
| ۳    | عبدالجواد رحمانیان | اصلی     | ۸۸۶۴      |
| ۴    | عبدالله اسماعیلی   | اصلی     | ۸۲۹۱      |
| ۵    | علی‌اکبر دهقانیان   | اصلی     | ۷۷۲۴      |
| ۶    | حمید شاکری         | اصلی     | ۷۶۰۶      |
| ۷    | حسن خوش‌نیت         | اصلی     | ۷۵۶۸      |
| ۸    | نادر افسر          | علی‌البدل |           |
| ۹    | محمد سحرخیز        | علی‌البدل |           |
| ۱۰   | سید محمودرضا نسابه | علی‌البدل |           |
| ۱۱   | محسن فسیحیان       | علی‌البدل |           |
| ۱۲   | محمد قاسمیان‌پور    | علی‌البدل |           |

### دوره چهارم
اعضای این دوره به شرح زیر هستند.
| ردیف | نام و نام خانوادگی | نوع حضور | تعداد رای |
| ---- | ------------------ | -------- | --------- |
| ۱    | حسن خوش‌نیت         | اصلی     | ۱۱۲۳۴     |
| ۲    | سیاوش قزلی         | اصلی     | ۱۱۱۵۲     |
| ۳    | وحیدرضا مردانی     | اصلی     | ۷۷۰۲      |
| ۴    | جلال واقفی         | اصلی     | ۷۵۲۰      |
| ۵    | عبدالله اسماعیلی   | اصلی     | ۷۳۹۳      |
| ۶    | مهدی دادگر         | اصلی     | ۷۰۳۸      |
| ۷    | خسرو مصلی‌نژاد      | اصلی     | ۶۹۲۳      |
| ۸    | محمد قاسمیان‌پور    | علی‌البدل | ۶۸۶۶      |
| ۹    | رویا پورشاهیان     | علی‌البدل | ۶۶۰۶      |
| ۱۰   | مهرداد پورشاهیان   | علی‌البدل | ۶۰۹۰      |
| ۱۱   | چنگیز خراس         | علی‌البدل | ۵۹۵۳      |

### دوره دوم
اعضای این دوره به شرح زیر هستند.
| ردیف | نام و نام خانوادگی | نوع حضور | تعداد رای |
| ---- | ------------------ | -------- | --------- |
| ۱    | عبدالرحیم زارعیان  | اصلی     |           |
| ۲    | منصور یاعلی        | اصلی     |           |
| ۳    | محمدهادی صادقی     | اصلی     |           |
| ۴    | احمد سرمدی‌پور      | اصلی     |           |
| ۵    | سیمین رضایی‌پور     | اصلی     |           |
| ۶    | منصوره مصدقی       | اصلی     |           |

### دوره اول
اعضای این دوره به شرح زیر هستند.
| ردیف | نام و نام خانوادگی | نوع حضور | تعداد رای |
| ---- | ------------------ | -------- | --------- |
| ۱    | سید نظام نامجو     | اصلی     |           |
| ۲    | احمد سرمدی‌پور      | اصلی     |           |
| ۳    | محمود جاوید        | اصلی     |           |
| ۴    | جواد رحمانیان      | اصلی     |           |
| ۵    | منصور یاعلی        | اصلی     |           |
| ۶    | سیمین رضایی‌پور     | اصلی     |           |
| ۷    | منصوره مصدقی       | اصلی     |           |
| ۸    | کرامت‌الله رحمانیان | اصلی     |           |